# Guy Lefrant
Guy Robert Marie Joseph Lefrant (Muille-Villette, 23 de febrero de 1923-Rueil-Malmaison, 31 de diciembre de 1993) fue un jinete francés que compitió en las modalidades de concurso completo y salto ecuestre.
Participó en cuatro Juegos Olímpicos de Verano entre los años 1952 y 1964, obteniendo tres medallas: plata en Helsinki 1952 (concurso completo), bronce en Roma 1960 (concurso completo) y plata en Tokio 1964 (saltos). Ganó una medalla de bronce en el Campeonato Europeo de Concurso Completo de 1959.

## Palmarés internacional
| Juegos Olímpicos   | Juegos Olímpicos       | Juegos Olímpicos  | Juegos Olímpicos |
| Año                | Lugar                  | Medalla           | Categoría        |
| ------------------ | ---------------------- | ----------------- | ---------------- |
| 1952               | Helsinki (Finlandia)   | Medalla de plata  | Individual       |
| 1960               | Roma (Italia)          | Medalla de bronce | Por equipos      |
| Campeonato Europeo |                        |                   |                  |
| Año                | Lugar                  | Medalla           | Categoría        |
| 1959               | Harewood (Reino Unido) | Medalla de bronce | Por equipos      |

| Juegos Olímpicos | Juegos Olímpicos | Juegos Olímpicos | Juegos Olímpicos |
| Año              | Lugar            | Medalla          | Categoría        |
| ---------------- | ---------------- | ---------------- | ---------------- |
| 1964             | Tokio (Japón)    | Medalla de plata | Por equipos      |